# Konstytucja Maroka
Konstytucja Królestwa Maroka – najważniejszy akt prawny (ustawa zasadnicza) Królestwa Marokańskiego. Obecna konstytucja została uchwalona 29 lipca 2011 roku, po przeprowadzonym 1 lipca 2011 roku referendum.
Składa się z preambuły i 14 tytułów, obejmujących 180 artykułów.

## Tło historyczne
Pierwsza konstytucja Maroka została przyjęta w 1962 roku, 6 lat po ogłoszeniu, w 1956 roku, przez Maroko niepodległości. Maroko przyjęło dotychczas sześć konstytucji, odpowiednio w 1962, 1970, 1972, 1992, 1996 i obecną – w 2011 roku.

## Referendum konstytucyjne w 2011 roku
Referendum w sprawie reform konstytucyjnych odbyło się w Maroku 1 lipca 2011 roku. Zostało ono przeprowadzone w odpowiedzi na liczne protesty, które miały miejsce na początku roku. Protestujący domagali się reform demokratycznych oraz nowej konstytucji. 17 czerwca 2011 roku został wydany projekt konstytucji, sporządzony przez komisję konstytucyjną, której przewodniczył Abdellatif Menouni – doradca króla.
Projekt zakładał konkretne zmiany:
- wymagał od króla mianowania premiera spośród największej partii w parlamencie;
- przekazywał premierowi szereg praw monarchy, w tym prawa do rozwiązania parlamentu;
- zezwalał parlamentowi na udzielenie amnestii (wcześniej był to przywilej należący tylko monarchy);
- czynił język tamazight drugim językiem urzędowym, obok arabskiego.

### Wyniki referendum
| Wybór                    | Liczba oddanych głosów | % głosów |
| ------------------------ | ---------------------- | -------- |
| Za                       | 9 653 492              | 98,50%   |
| Przeciw                  | 146 718                | 1,50%    |
| Liczba głosów ważnych    | 9 800 210              | 99,17%   |
| Liczba głosów nieważnych | 81 712                 | 0,83%    |
| Razem                    | 9 881 922              |          |

Frekwencja wyniosła 73,46% – głosowało 13 451 404 obywateli.

## Treść obecnej konstytucji
Konstytucja Królestwa Maroka z 2011 roku składa się z preambuły i 180 artykułów, które znajdują się w obrębie 14 tytułów. W części z nich wydzielono podtytuły.

### Preambuła
W preambule podkreśla się, iż Królestwo Maroka jest suwerennym państwem muzułmańskim. Ponadto, podkreślana jest również różnorodność i spajanie elementów arabsko-islamskich, berberyjskich i saharyjsko-hausańskich. Pierwszeństwo ma religia muzułmańska. W preambule mówi się także o tym, że królestwo zobowiązuje się przestrzegać zasad, praw i obowiązków zawartych kartach i konwencjach międzynarodowych, a także podtrzymuje swoje przywiązanie do powszechnie uznanych praw człowieka.
Królestwo zobowiązuje się także:
- działać na rzecz budowania Unii Maghrebu jako partnerstwa strategicznego;
- pogłębiać więzi przynależności do Narodu ogólnoarabskiego i ogólnoislamskiego oraz wzmacniać więzi braterstwa i solidarności z bratnimi ludami;
- wzmacniać relacje współpracy i solidarności z ludami i krajami Afryki, szczególnie z krajami Afryki subsaharyjskiej i Sahelu;
- intensyfikować współpracę, zbliżenie i partnerstwo z europejskimi krajami śródziemnomorskimi;
- poszerzać i wzbogacać relacje przyjaźni i wymiany partnerskiej w dziedzinie gospodarczej, naukowej, technicznej i kulturalnej ze wszystkimi państwami świata;
- wzmacniać współpracę Południe-Południe;
- chronić i upowszechniać standardy praw człowieka i międzynarodowego prawa humanitarnego oraz przyczyniać się do zachowania ich niezbywalnego i uniwersalnego charakteru;
- wykluczyć i zwalczać wszelką dyskryminację wobec kogokolwiek ze względu na płeć, kolor skóry, wiarę, kulturę, pochodzenie społeczne czy geograficzne, język, niepełnosprawność czy z jakiejkolwiek innej osobistej przyczyny;
- przyznać konwencjom międzynarodowym, ratyfikowanym w przewidzianej przez Królestwo Maroka formie, zgodnie z postanowieniami Konstytucji i ustaw królewskich oraz z poszanowaniem jego nienaruszalnej narodowej tożsamości, z dniem ich ogłoszenia, pierwszeństwo przed prawem wewnętrznym oraz w konsekwencji dostosować do nich właściwe przepisy ustawodawstwa krajowego.

### Tytuły
Konstytucja Maroka składa się z 14 tytułów, które obejmują 180 artykułów.
| Tytuł | Treść                                           | Artykuły |
| ----- | ----------------------------------------------- | -------- |
| I     | Postanowienia ogólne                            | 1–18     |
| II    | Podstawowe prawa i wolności                     | 19–40    |
| III   | O godności królewskiej                          | 41–59    |
| IV    | O władzy ustawodawczej                          | 60–86    |
| V     | O władzy wykonawczej                            | 87–94    |
| VI    | O relacjach między władzami                     | 95–106   |
| VII   | O władzy sądowniczej                            | 107–128  |
| VIII  | O Sądzie Konstytucyjnym                         | 129–134  |
| IX    | O regionach i innych wspólnotach terytorialnych | 135–146  |
| X     | O Trybunale Obrachunkowym                       | 147–150  |
| XI    | O Radzie Społeczno-Gospodarczej i Ekologicznej  | 151–153  |
| XII   | O dobrym rządzeniu                              | 154–171  |
| XIII  | O zmianie Konstytucji                           | 172–175  |
| XIV   | Przepisy przejściowe i końcowe                  | 176–180  |